# Çeşme (district)
Çeşme is een Turks district in de provincie İzmir en telt 27.796 inwoners (2007). Het district heeft een oppervlakte van 256,51 km². Hoofdplaats is Çeşme.
Het ligt op het de punt van het schiereiland en biedt de zonzoeker enkele van de mooiste stranden aan de Egeïsche kust. Dit prachtig gelegen oude havenplaatsje ligt tegenover het Griekse eiland Chios.
Çeşme is ligt in Turkije 's meest westelijke uiteinde, op een kaap op het puntje van een schiereiland. Het is een populaire vakantiebestemming voor met name toeristen uit Turkije. Door de uitstekende infrastructuur is het zeer goed te bereiken vanuit Izmir. Een zes-baans snelweg verbindt Izmir met Çeşme.

## Naam
Çeşme werd in de klassieke oudheid Kysos genoemd, Kysus onder de Romeinen. Turkse bronnen noemden de stad en de regio sinds de 14e eeuw Çeşme. De naam "Çeşme" betekent "fontein" of " bron" in het Turks, genoemd naar de talloze warmwaterbronnen in en rond het plaatsje.

## Geschiedenis
Het centrum en de haven van de regio was in de oudheid Erythrae (het huidige Ildiri ).
De stad Çeşme zelf beleefde haar gouden eeuw in de Middeleeuwen toen de Republiek van Genua en de Beylik van Aydin een pact sloten om Çeşme als een haven te gebruiken voor goederen tussen Azië en West-Europa. Çeşme bleef autonoom tot 1470. In 1566 rukten de Ottomanen verder op en het schiereiland werd een deel van het Ottomaanse Rijk. Na de Ottomaanse verovering verloor Çeşme haar positie als doorvoerhaven. De buitenlandse handelaren en schepen zochten hun heil in het noordelijker gelegen Izmir. Met het vertrek van de handelaren ging het ook bergafwaarts met Çeşme.
In 1770 was het Çeşme baai de locatie van de zeeoorlog tussen de Russische en Ottomaanse vloot tijdens de Russisch-Turkse oorlog (1768-1774)
Vanaf de 19e eeuw begon Çeşme weer een deel van haar vroegere glans terug te krijgen door de bloeiende handel in fruit en wijn en begon haar bevolkingsaantal weer toe te nemen. Volgens de Ottomaanse volkstelling van 1893 had Çeşme 30.702 inwoners waarvan 90% Grieken. Na de Eerste Wereldoorlog verhuisden de meeste grieken naar de Griekse eilanden en werden hun plekken in genomen door Turken die vanuit Griekenland moesten verhuizen.
De bevolkingsontwikkeling van het district is weergegeven in onderstaande tabel.
| 1997   | 2000   | 2007   |
| ------ | ------ | ------ |
| 29.400 | 37.372 | 27.796 |

## Gemeenten in het district
Alaçatı

## Plaatsen in het district
Çiftlikköy · Germiyan · Ildırı · Ilıca · Karaköy · Ovacık
Aliağa · Balçova · Bayraklı · Bayındır · Bergama · Beydağ · Bornova · Buca · Çeşme · Çiğli · Dikili · Foça · Gaziemir · Güzelbahçe · Karabağlar · Karaburun · Karşıyaka · Kemalpaşa · Kınık · Kiraz · Konak · Menderes · Menemen · Narlıdere · Ödemiş · Seferihisar · Selçuk · Tire · Torbalı · Urla